# Dioscorea sterilis
Dioscorea sterilis är en enhjärtbladig växtart som beskrevs av O.Weber och Paul Wilkin. Dioscorea sterilis ingår i släktet Dioscorea och familjen Dioscoreaceae. Inga underarter finns listade i Catalogue of Life.